# Coppa FIRA 1992-1994
La Coppa FIRA 1992-94 (in francese Trophée européen FIRA 1992-94), anche Coppa Europa 1992-94, fu il 30º campionato europeo di rugby a 15 organizzato dalla FIRA.
Si tenne dal 1º ottobre 1992 al 28 maggio 1994 tra 10 squadre che si affrontarono con la formula, inedita per tale torneo, di doppia fase a gironi.
A laurearsi campione fu, per la venticinquesima e ultima volta, la Francia; a pari punti con essa si classificarono l'Italia, per la prima volta in testa alla classifica di tale torneo, e la Romania.
Il torneo si svolse con una formula mai adottata in precedenza: le dieci squadre di prima divisione furono divise in due gironi di cinque ciascuna e, con tale formazione, fu disputato un torneo preliminare che occupò tutto il primo anno di competizione e durante il quale le squadre di ogni girone si incontrarono tra di esse in gare di sola andata; le prime due di ogni girone e la migliore terza, determinata da spareggio, accedettero al girone a cinque per il titolo che si tenne nel secondo anno di torneo, mentre la perdente lo spareggio e le due ultime di ogni girone si contesero i posti dal sesto al decimo.
A disputare lo spareggio furono Marocco e Spagna: la FIRA stabilì che la gara adatta a tale scopo dovesse essere quella, già in programma, al torneo di rugby ai Giochi del Mediterraneo 1993 ma, essendo terminata in parità 6-6, ne dispose la ripetizione a Tolosa a ottobre 1993, quando la seconda fase di torneo era già iniziata.
La Spagna vinse 48-17 la ripetizione e passò al gruppo delle prime cinque.
Dal punto di vista regolamentare fu il primo torneo internazionale in Europa a tenersi con la meta valida non più 4, ma 5 punti; la misura era stata deliberata il 17 aprile 1992 dal congresso generale dell'IRFB a Wellington, e solo nel 1993 il Cinque Nazioni poté adottare tale nuovo punteggio.
Si trattò, infine, dell'ultima edizione di campionato europeo tenutasi nell'era dilettantistica: ad agosto 1995 l'IRFB, nel suo congresso di Parigi, ammise il professionismo nella disciplina.

## Eventi
Nel girone per il titolo l'Italia compì un'impresa mai riuscita prima, ovvero battere la Francia per 16-9, risultato tecnicamente rilevante benché i Bleus si presentassero con la formazione A senza presenza internazionale; a impedire all'Italia il punteggio pieno e la vittoria finale fu la Romania che nella penultima giornata batté gli Azzurri 26-12 appaiandoli in classifica e permettendo alla Francia, vittoriosa sulla Russia nell'ultimo incontro, di raggiungere in classifica le due capilista e superarle per migliore differenza punti fatti/subiti.
Il torneo si sovrappose anche alle qualificazioni alla Coppa del Mondo 1995: alcuni incontri della seconda divisione, tra i quali quello tra Paesi Bassi e Rep. Ceca dell'ottobre 1993, valsero per entrambe le competizioni.
Il torneo rifletté anche i sommovimenti sociopolitici seguenti alla caduta del muro di Berlino e la fine dell'Unione Sovietica: quest'ultima fu rimpiazzata dalla Russia che ne ereditò il titolo sportivo, mentre al torneo furono iscritte le squadre delle federazioni di Georgia, Lituania, Lettonia, Ucraina e Moldavia.
Per quanto riguarda i Paesi sorti a seguito dello scioglimento della Jugoslavia, le nuove arrivate furono Croazia e Slovenia.
La Cecoslovacchia, invece, si separò a fine 1992 dando vita alla Repubblica Ceca, che assunse l'eredità sportiva dell'ex Paese e proseguì il torneo, e la Slovacchia, che solo più di dieci anni più tardi diede vita a una propria nazionale.
Al pari di Jugoslavia e Unione Sovietica un anno prima, vittoriose nella loro ultima partita di sempre, la Cecoslovacchia del rugby si consegnò agli archivi con un acuto battendo 21-16 i Paesi Bassi a Praga il 15 novembre 1992.

## Squadre partecipanti
| 1ª divisione | 1ª divisione | 2ª divisione   | 2ª divisione | 3ª divisione | 3ª divisione |
| Girone A     | Girone B     | Girone A       | Girone B     | Girone A     | Girone B     |
| ------------ | ------------ | -------------- | ------------ | ------------ | ------------ |
| Belgio       | Italia       | Andorra        | Austria      | Georgia      | Bulgaria     |
| Francia      | Portogallo   | Cecoslovacchia | Croazia      | Lettonia     | Danimarca    |
| Germania     | Romania      | Paesi Bassi    | Slovenia     | Lussemburgo  | Lituania     |
| Marocco      | Spagna       | Polonia        | Ucraina      | Svizzera     | Moldavia     |
| Russia       | Tunisia      | Svezia         | Ungheria     |              |              |

## 1ª divisione

### Turno preliminare

#### Girone A
| Data       | Incontro                  | Risultato | Sede               |
| ---------- | ------------------------- | --------- | ------------------ |
| 11-10-1992 | Belgio ― Russia           | 11-17     | Bruxelles          |
| 18-10-1992 | Francia XV ― Russia       | 76-12     | Villeneuve-sur-Lot |
| 25-10-1992 | Russia ― Germania         | 13-10     | Mosca              |
| 1-11-1992  | Belgio ― Marocco          | 9-11      | Bruxelles          |
| 15-11-1992 | Germania ― Belgio         | 13-10     | Stoccarda          |
| 21-3-1993  | Francia Militare ― Belgio | 38-6      | Soissons           |
| 17-4-1993  | Marocco ― Germania        | 23-3      | Casablanca         |
| 15-5-1993  | Russia ― Marocco          | 24-16     | Mosca              |
| 29-5-1993  | Marocco ― Francia XV      | 12-34     | Casablanca         |
| 30-5-1993  | Germania ― Francia XV     | 27-71     | Hannover           |

|  | Classifica | G | V | N | P | PF  | PS   | P±   | PT |
|  | ---------- | - | - | - | - | --- | ---- | ---- | -- |
|  | Francia    | 4 | 4 | 0 | 0 | 219 | 57   | +162 | 12 |
|  | Russia     | 4 | 3 | 0 | 1 | 66  | +113 | -47  | 10 |
|  | Marocco    | 4 | 2 | 0 | 2 | 62  | +70  | -8   | 8  |
|  | Germania   | 4 | 1 | 0 | 3 | 53  | 117  | -64  | 6  |
|  | Belgio     | 4 | 0 | 0 | 4 | 36  | 79   | -43  | 4  |

#### Girone B
| Data      | Incontro             | Risultato | Sede     |
| --------- | -------------------- | --------- | -------- |
| 1-10-1992 | Italia ― Romania     | 22-3      | Roma     |
| 30-1-1993 | Tunisia ― Spagna     | 8-20      | Tunisi   |
| 14-2-1993 | Spagna ― Italia      | 0-52      | Madrid   |
| 27-3-1993 | Italia A ― Tunisia   | 51-8      | Leno     |
| 3-4-1993  | Portogallo ― Romania | 13-41     | Lisbona  |
| 17-4-1993 | Portogallo ― Italia  | 11-33     | Coimbra  |
| 24-4-1993 | Tunisia ― Portogallo | 14-10     | Tunisi   |
| 8-5-1993  | Romania ― Tunisia    | 51-0      | Bucarest |
| 16-5-1993 | Portogallo ― Spagna  | 15-37     | Lisbona  |
| 29-5-1993 | Romania ― Spagna     | 33-15     | Bucarest |

|  | Classifica | G | V | N | P | PF  | PS  | P±   | PT |
|  | ---------- | - | - | - | - | --- | --- | ---- | -- |
|  | Italia     | 4 | 4 | 0 | 0 | 158 | 22  | +136 | 12 |
|  | Romania    | 4 | 3 | 0 | 1 | 128 | 50  | +78  | 10 |
|  | Spagna     | 4 | 2 | 0 | 2 | 72  | 108 | -36  | 8  |
|  | Tunisia    | 4 | 1 | 0 | 3 | 30  | 132 | -102 | 6  |
|  | Portogallo | 4 | 0 | 0 | 4 | 49  | 125 | -76  | 4  |

#### Spareggio
| Arbitro: | M. Casteret |

|                                    |      |                |
| de la Calle M. Illanes (3) Puertas | mt   | Jelti Harrad   |
| Sánchez González (4)               | tr   | Echellaoui (2) |
| Sánchez González (5)               | c.p. | Echellaoui     |

### Gironi finali

#### Poule titolo
| Data       | Incontro            | Risultato | Sede             |
| ---------- | ------------------- | --------- | ---------------- |
| 17-10-1993 | Francia ― Romania   | 51-0      | Brive            |
| 6-11-1993  | Russia ― Italia     | 19-30     | Mosca            |
| 11-11-1993 | Italia ― Francia A  | 16-9      | Treviso          |
| 20-3-1994  | Francia XV ― Spagna | 49-3      | Sarlat-la-Canéda |
| 10-4-1994  | Spagna ― Russia     | 9-16      | Madrid           |
| 26-4-1994  | Spagna ― Romania    | 3-11      | Saragozza        |
| 7-5-1994   | Italia ― Spagna     | 62-15     | Parma            |
| 7-5-1994   | Romania ― Russia    | 30-0      | Bucarest         |
| 14-5-1994  | Romania ― Italia    | 26-12     | Bucarest         |
| 28-5-1994  | Russia ― Francia XV | 9-11      | Mosca            |

|  | Classifica | G | V | N | P | PF  | PS  | P±   | PT |
|  | ---------- | - | - | - | - | --- | --- | ---- | -- |
|  | Francia    | 4 | 3 | 0 | 1 | 120 | 28  | +92  | 10 |
|  | Italia     | 4 | 3 | 0 | 1 | 120 | 69  | +51  | 10 |
|  | Romania    | 4 | 3 | 0 | 1 | 67  | 66  | +1   | 10 |
|  | Russia     | 4 | 1 | 0 | 3 | 44  | 80  | -36  | 6  |
|  | Spagna     | 4 | 0 | 0 | 4 | 30  | 138 | -108 | 4  |

#### Poule targa
| Data       | Incontro              | Risultato | Sede        |
| ---------- | --------------------- | --------- | ----------- |
| 2-10-1993  | Tunisia ― Germania    | 15-6      | Tunisi      |
| 21-11-1993 | Germania ― Belgio     | 32-16     | Heusenstamm |
| 29-1-1994  | Belgio ― Marocco      | 18-14     | Bruxelles   |
| 23-3-1994  | Germania ― Marocco    | 35-18     | Hannover    |
| 9-4-1994   | Belgio ― Portogallo   | 10-8      | Liegi       |
| 17-4-1994  | Portogallo ― Germania | 18-20     | Lisbona     |
| 30-4-1994  | Marocco ― Portogallo  | 20-15     | Casablanca  |
| 4-5-1994   | Marocco ― Tunisia     | 25-10     | Casablanca  |
| 7-5-1994   | Portogallo ― Tunisia  | 16-18     | Lisbona     |
| 14-5-1994  | Tunisia ― Belgio      | 16-16     | Tunisi      |

|  | Classifica | G | V | N | P | PF | PS | P±  | PT |
|  | ---------- | - | - | - | - | -- | -- | --- | -- |
|  | Germania   | 4 | 3 | 0 | 1 | 93 | 67 | 26  | 10 |
|  | Tunisia    | 4 | 2 | 1 | 1 | 59 | 63 | -4  | 9  |
|  | Belgio     | 4 | 2 | 1 | 1 | 60 | 70 | -10 | 9  |
|  | Marocco    | 4 | 2 | 0 | 2 | 77 | 78 | -1  | 8  |
|  | Portogallo | 4 | 0 | 0 | 4 | 57 | 68 | -11 | 4  |

## 2ª divisione

### Girone A
| Data       | Incontro                     | Risultato | Sede        |
| ---------- | ---------------------------- | --------- | ----------- |
| 26-10-1992 | Polonia ― Svezia             | 17-10     | Danzica     |
| 31-10-1992 | Polonia ― Cecoslovacchia     | 25-8      | Bytom       |
| 15-11-1992 | Cecoslovacchia ― Paesi Bassi | 21-16     | Praga       |
| 28-11-1992 | Paesi Bassi ― Andorra        | 40-6      | Haarlem     |
| 17-4-1993  | Andorra ― Polonia            | 6-19      | Andorra     |
| 1-5-1993   | Paesi Bassi ― Polonia        | 0-7       | Naarden     |
| 15-5-1993  | Andorra ― Rep. Ceca          | 6-3       | Andorra     |
| 6-6-1993   | Svezia ― Rep. Ceca           | 30-7      | Uppsala     |
| 11-9-1993  | Andorra ― Polonia            | 6-19      | Andorra     |
| 17-10-1993 | Rep. Ceca ― Polonia          | 19-18     | Vyškov      |
| 31-10-1993 | Paesi Bassi ― Rep. Ceca      | 42-6      | l'Aia       |
| 3-11-1993  | Rep. Ceca ― Svezia           | 34-7      | Apeldoorn   |
| 6-11-1993  | Paesi Bassi ― Svezia         | 31-6      | Amsterdam   |
| 6-11-1993  | Polonia ― Andorra            | 30-10     | Sochaczew   |
| 26-3-1994  | Andorra ― Paesi Bassi        | 10-49     | Andorra     |
| 16-4-1994  | Svezia ― Polonia             | 18-25     | Karlskrona  |
| 23-4-1994  | Rep. Ceca ― Andorra          | 56-0      | Praga       |
| 30-4-1994  | Polonia ― Paesi Bassi        | 13-10     | Lublino     |
| 7-5-1994   | Svezia ― Paesi Bassi         | 6-44      | Vänersborg  |
|            | Andorra ― Svezia             | 6-0       | per forfait |

|  | Classifica  | G | V | N | P | PF  | PS  | P±   | PT |
|  | ----------- | - | - | - | - | --- | --- | ---- | -- |
|  | Polonia     | 8 | 7 | 0 | 1 | 154 | 81  | +73  | 22 |
|  | Paesi Bassi | 8 | 5 | 0 | 3 | 232 | 75  | +157 | 18 |
|  | Rep. Ceca   | 8 | 4 | 0 | 4 | 154 | 144 | +10  | 16 |
|  | Andorra     | 8 | 2 | 0 | 6 | 56  | 222 | -166 | 12 |
|  | Svezia      | 8 | 2 | 0 | 6 | 102 | 164 | -62  | 11 |

### Girone B
| Data       | Incontro            | Risultato | Sede        |
| ---------- | ------------------- | --------- | ----------- |
|            | Ucraina ― Austria   | 0-6       | per forfait |
|            | Ucraina ― Croazia   | 0-6       | per forfait |
|            | Ucraina ― Slovenia  | 0-6       | per forfait |
|            | Ucraina ― Ungheria  | 0-6       | per forfait |
| 31-10-1992 | Austria ― Ungheria  | 3-5       | Vienna      |
| 7-11-1992  | Slovenia ― Croazia  | 3-35      | Lubiana     |
| 21-11-1992 | Slovenia ― Austria  | 5-9       | Lubiana     |
| 1-5-1993   | Ungheria ― Slovenia | 36-6      | Budapest    |
| 8-5-1993   | Austria ― Croazia   | 0-16      | Leoben      |
| 22-5-1993  | Croazia ― Ungheria  | 78-3      | Sisak       |
|            | Ungheria ― Austria  | 3-0       | per forfait |
| 16-10-1993 | Ungheria ― Ucraina  | 3-41      | Miskolc     |
| 24-10-1993 | Austria ― Slovenia  | 11-14     | Vienna      |
| 16-4-1994  | Croazia ― Austria   | 41-12     | Sisak       |
| 23-4-1994  | Croazia ― Slovenia  | 77-10     | Zagabria    |
| 29-4-1994  | Croazia ― Ucraina   | 13-23     | Sisak       |
| 7-5-1994   | Slovenia ― Ucraina  | 26-41     | Lubiana     |
| 14-5-1994  | Austria ― Ucraina   | 0-78      | Vienna      |
| 14-5-1994  | Slovenia ― Ungheria | 28-17     | Lubiana     |
| 28-5-1994  | Ungheria ― Croazia  | 5-31      | Érd         |

|  | Classifica | G | V | N | P | PF  | PS  | P±   | PT |
|  | ---------- | - | - | - | - | --- | --- | ---- | -- |
|  | Croazia    | 8 | 7 | 0 | 1 | 294 | 56  | +238 | 22 |
|  | Ungheria   | 8 | 4 | 0 | 4 | 75  | 187 | -112 | 16 |
|  | Slovenia   | 8 | 3 | 0 | 5 | 95  | 226 | -131 | 14 |
|  | Ucraina    | 8 | 4 | 0 | 4 | 183 | 42  | +141 | 12 |
|  | Austria    | 8 | 2 | 0 | 6 | 38  | 162 | -124 | 12 |

## 3ª divisione

### Girone A
| Data       | Incontro               | Risultato | Sede              |
| ---------- | ---------------------- | --------- | ----------------- |
| 19-7-1992  | Georgia ― Lettonia     | 28-3      | Kiev              |
| 31-10-1993 | Lussemburgo ― Georgia  | 10-10     | Cessange          |
| 6-11-1993  | Lettonia ― Svizzera    | 10-0      | Riga              |
| 14-5-1994  | Lussemburgo ― Lettonia | 10-25     | Lussemburgo       |
| 15-5-1994  | Lussemburgo ― Svizzera | 10-17     | Lussemburgo       |
| 4-6-1994   | Svizzera ― Georgia     | 21-22     | La Chaux-de-Fonds |

|  | Classifica  | G | V | N | P | PF | PS | P±  | PT |
|  | ----------- | - | - | - | - | -- | -- | --- | -- |
|  | Georgia     | 3 | 2 | 1 | 0 | 60 | 34 | +26 | 8  |
|  | Lettonia    | 3 | 2 | 0 | 1 | 38 | 38 | 0   | 7  |
|  | Svizzera    | 3 | 1 | 0 | 2 | 38 | 40 | -2  | 5  |
|  | Lussemburgo | 3 | 0 | 1 | 2 | 28 | 52 | -24 | 4  |

### Girone B
| Data       | Incontro             | Risultato | Sede        |
| ---------- | -------------------- | --------- | ----------- |
| 19-10-1992 | Moldavia ― Danimarca | n/d       | per forfait |
| 10-10-1993 | Lituania ― Moldavia  | 6-22      | Šiauliai    |
| 6-11-1993  | Bulgaria ― Lituania  | 9-9       | Gabrovo     |
| 27-11-1993 | Bulgaria ― Danimarca | 11-7      | Gabrovo     |
| 23-4-1994  | Moldavia ― Bulgaria  | 42-3      | Chișinău    |
| 7-5-1994   | Danimarca ― Lituania | 69-6      | Copenhagen  |

|  | Classifica | G | V | N | P | PF | PS  | P±  | PT |
|  | ---------- | - | - | - | - | -- | --- | --- | -- |
|  | Moldavia   | 3 | 2 | 0 | 1 | 64 | 9   | +55 | 6  |
|  | Bulgaria   | 3 | 1 | 1 | 1 | 23 | 58  | -35 | 6  |
|  | Danimarca  | 3 | 1 | 0 | 2 | 76 | 17  | -59 | 4  |
|  | Lituania   | 3 | 0 | 1 | 2 | 21 | 100 | -79 | 4  |